# From Hank to Hendrix
From Hank to Hendrix is een liefdeslied van Neil Young. Hij bracht het in 1992 uit op zijn album Harvest moon en daarnaast verscheen het op een single in Spanje die voor de promotie van zijn werk diende.
In de titel van het lied brengt hij een hommage aan twee gitaarvirtuozen, Hank B. Marvin van The Shadows en Jimi Hendrix. Young is eigenaar van een oude gitaar van Marvin, wat terugkomt in het lied als here I am with this old guitar. Samen met Hendrix was hij aanwezig tijdens Woodstock in 1969.
Het is een folkrock-nummer waarin de melodie van een mondharmonica telkens bij aanvang van de coupletten wordt overgenomen door een accordeon. Verder spelen verschillende gitaren, een fiddle (viool) en een orgel mee onder begeleiding van een rustig drumritme. Er is samenzang tijdens het refrein.
Het nummer gaat over twee geliefden die uit elkaar gaan. Hij heeft altijd van haar glimlach gehouden. Die ligt volgens hem ergens tussen die van Marilyn Monroe en Madonna. Nu zijn ze op weg voor de big divorce, California style. Deze scheiding verwijst mogelijk naar de no fault-divorse die in 1969 van kracht werd in de Family Law Act in Californië. Hierin erkennen beide echtelieden dat geen van beide schuld heeft aan de scheiding. Young haalde het nummer verschillende malen van de plank tijdens concerten in 2014, het jaar waarin hij scheidde van zijn vrouw Pegi. Ze waren 36 jaar getrouwd.